# Elise Honegger

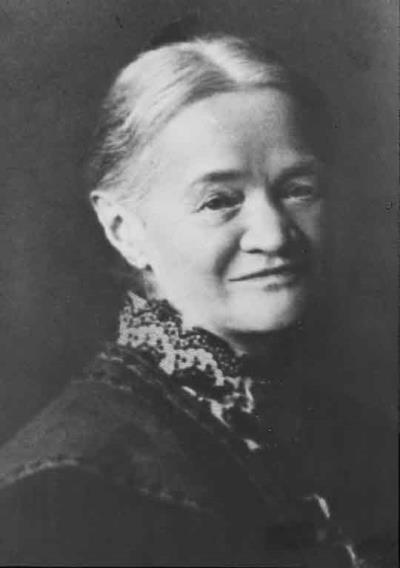
Elise Honegger (1890)

Elise Honegger (* 28. November 1839 in Stäfa; † 14. November 1912 in Rotmonten, heimatberechtigt in St. Gallen) war eine Schweizer Frauenrechtlerin.

## Leben und Schaffen
Elise Honegger, in Stäfa geborene und in St. Gallen aufgewachsene Tochter eines Weinhändlers, heiratete mit 28 Jahren den Buchdrucker Matthias Egger. 1879 ließ sie sich von ihrem geschäftlich erfolglosen Mann scheiden.
Erste redaktionelle Erfahrungen sammelte Elise Honegger mit der Frauenbeilage des „Republikaners“, einer politischen Zeitung, die ihr Mann herausgab.
Ab 1879 war sie Herausgeberin und Redaktorin der Schweizer Frauen-Zeitung in St. Gallen, der ersten Frauenzeitschrift in der Schweiz, die nicht nur Themen rund um Mode und Haushalt behandelte, sondern auch der (Frauen-)Politik. So druckte sie 1881 in einem mit „Achtung, ihr Frauen!“ überschriebenen Leitartikel Auszüge des Bundesgesetzes über die persönliche Handlungsfreiheit ab, in dem die Geschlechtsvormundschaft für ledige und verwitwete Frauen aufgehoben wurde.
Die Schweizer Frauen-Zeitung war eine der ersten wirtschaftlich erfolgreichen Frauenzeitschriften. Honegger gelang es mit ihrer verlegerischen Tätigkeit, für ihre sieben Kinder und sich selbst einen ausreichenden Unterhalt zu erwirtschaften.
Sie war, typisch für ihre Zeit, Anhängerin einer dualistischen Geschlechterordnung, nach der Männer die eigentlichen Staatsbürger und Frauen diesen untergeordnet sind. In diesem Rahmen setzte sie sich für eine Verbesserung des zivilrechtliche Status der verheirateten Frauen ein und forderte den Zugang für Frauen zu Männerberufen.
1911 verkaufte Honegger ihre Zeitung an den Ringier-Verlag, arbeitete aber bis kurz vor ihrem Tod als Redaktorin weiter.
1885 initiierte sie den ersten Zusammenschluss der schweizerischen Frauenorganisationen auf nationaler Ebene, den Schweizer Frauen-Verband, aus dessen erste Präsidentin sie wurde. 1886 legte sie das Amt nach Konflikten mit dem Vorstand wieder nieder.
Elise Honegger setzte sich für zivilrechtliche Themen wie die Errungenschaftsbeteiligung und die Freiheit des Ehevertrages, wie auch für die Mädchenbildung und Frauenerwerbsarbeit ein. Sie nutzte ihre Zeitung, um die Leserinnen über ihre Rechte und Möglichkeiten zu informieren, wie z. B. den Unterschied zwischen Gütertrennung und Güterverbindung.